# St. Jacobus (Lutten)

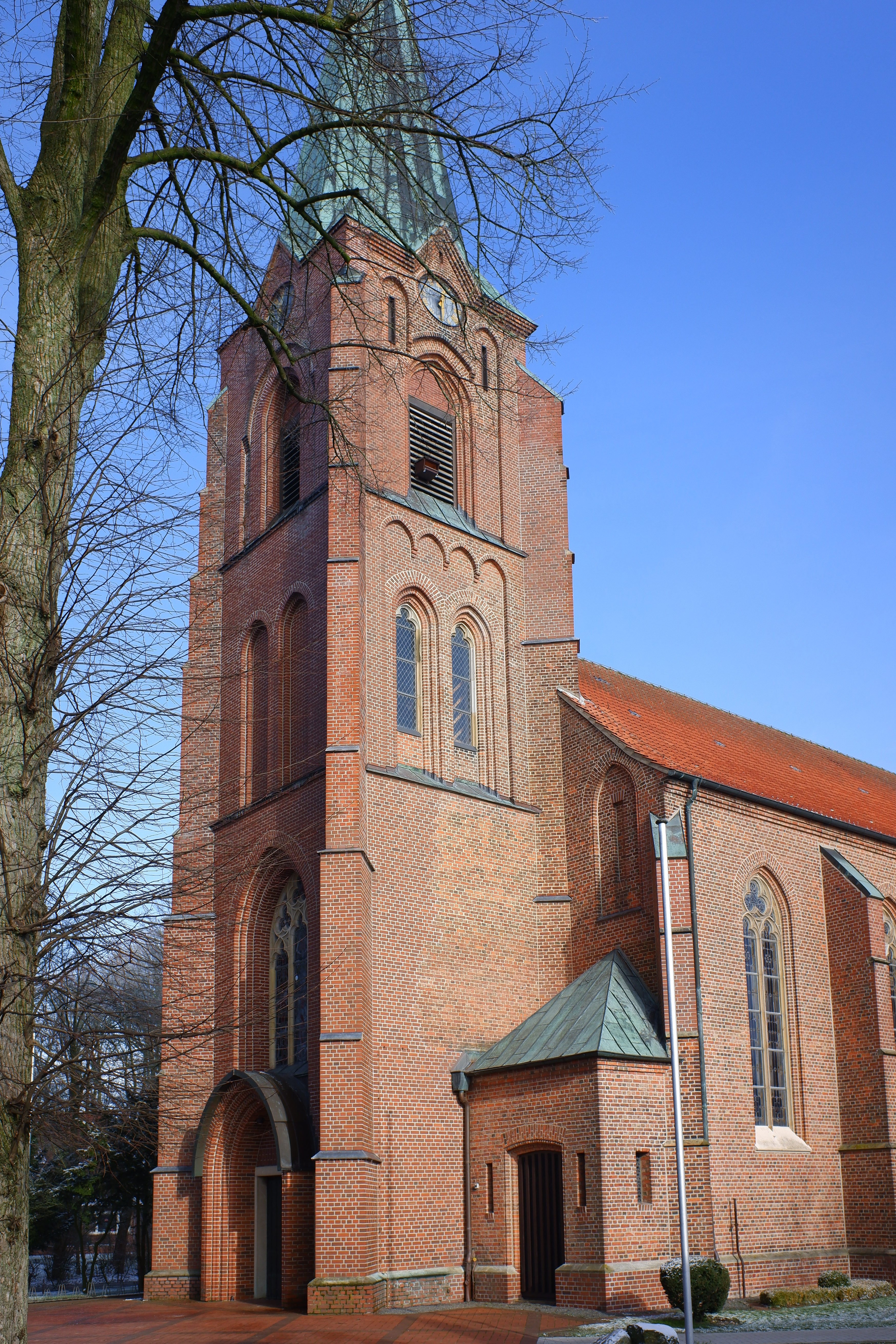
St. Jacobus Kirche von Südwest

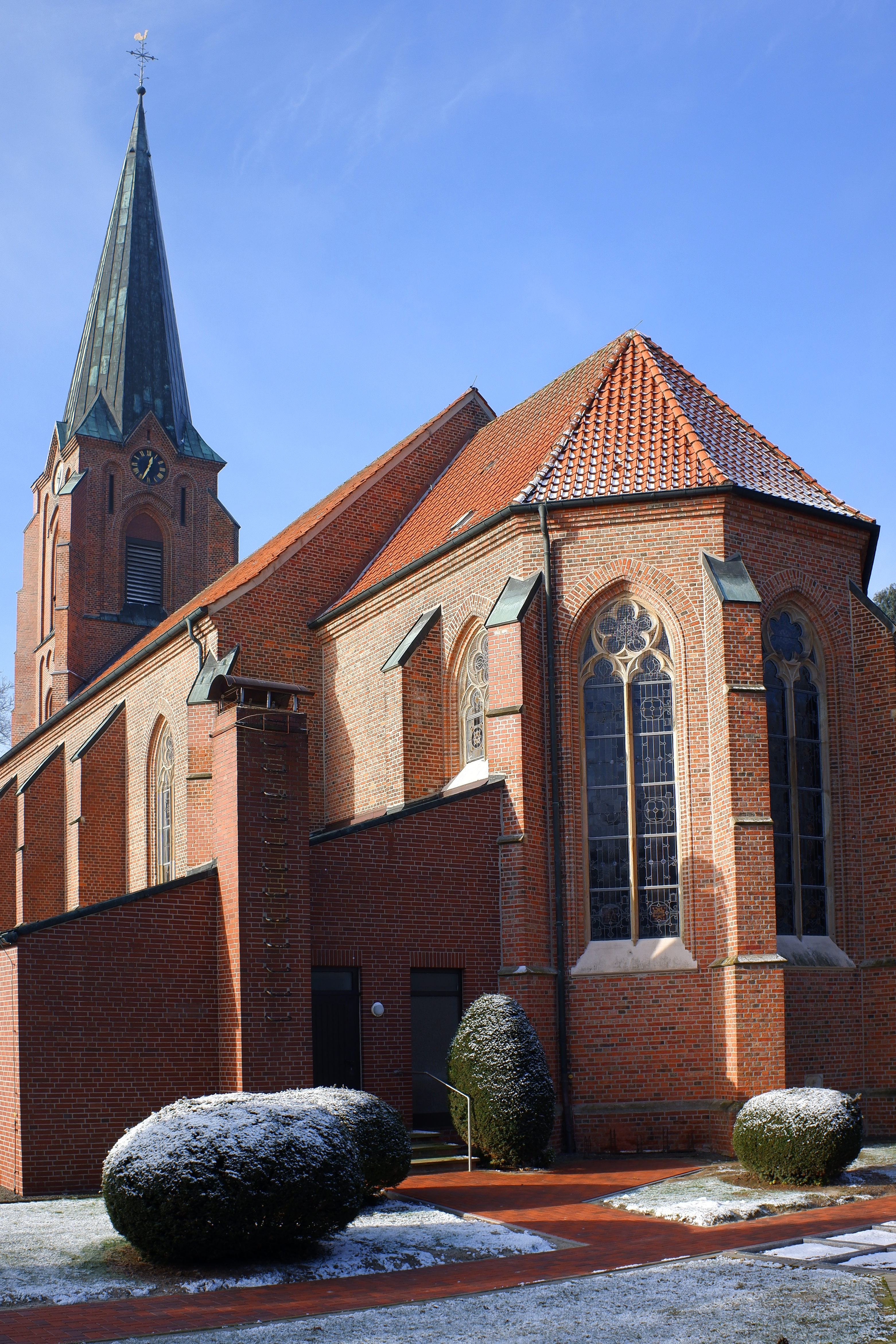
St. Jacobus Kirche von Südost

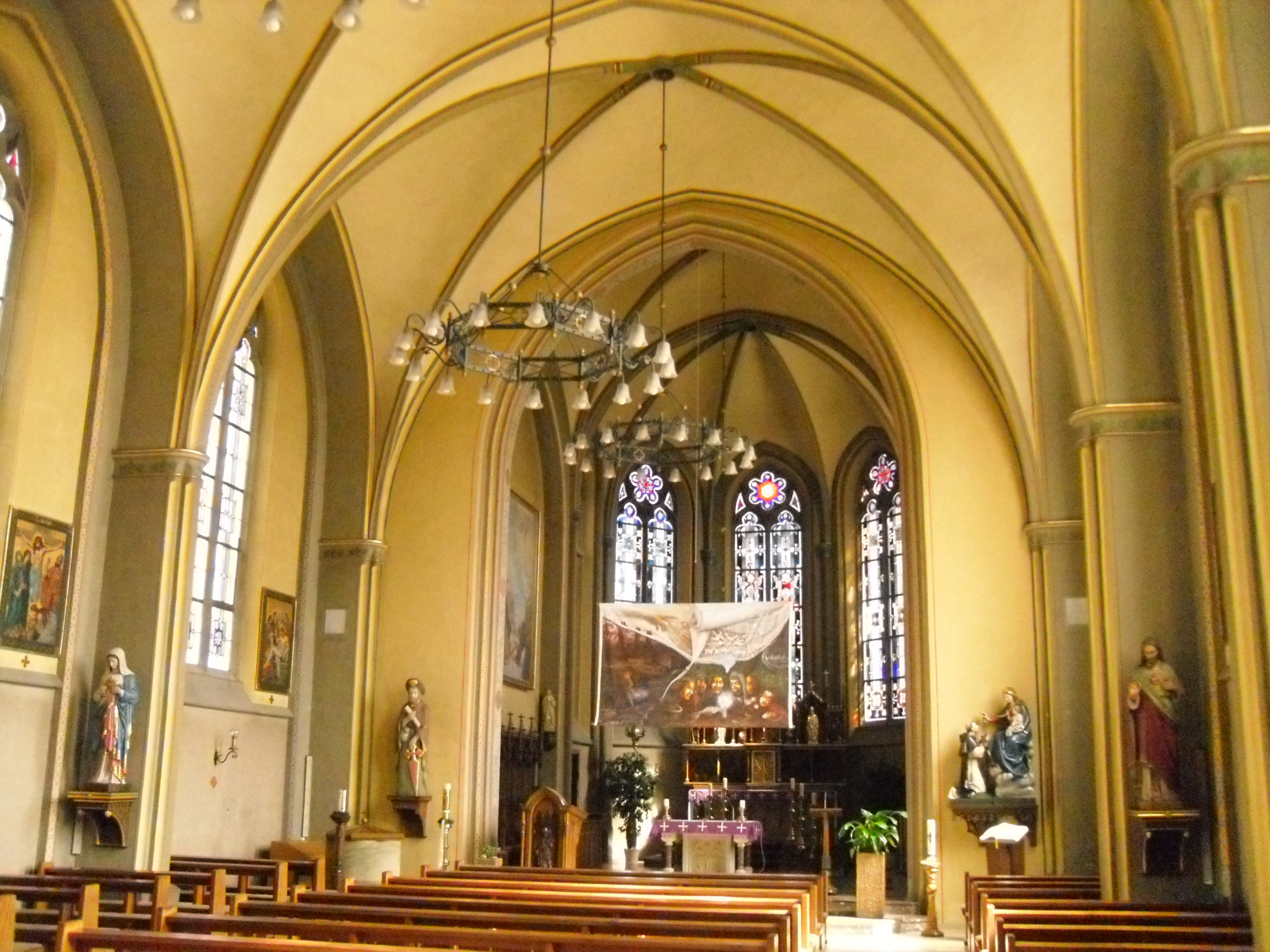
St. Jacobus Kirche Innenraum

St. Jacobus (auch: St. Jakobus) in Lutten ist eine Filialkirche der katholischen Kirchengemeinde St. Gorgonius in Goldenstedt, die dem Dekanat Vechta des Bistums Münster angehört. Die Kirche steht unter dem Patrozinium des Heiligen Jacobus Maior (d. h. der Ältere).

## Geschichte
Das Kirchspiel Lutten entstand frühestens Ende des 12. Jahrhunderts durch Auspfarrung von Visbek (St. Vitus). Im 13./14. Jahrhundert wurde eine Pfarrkirche aus großformatigen Backsteinen erbaut, die bis ins 19. Jahrhundert existierte. Die jetzige Kirche wurde von 1877 bis 1879 nach Plänen des Osnabrücker Architekten Franz Xaver Lütz errichtet.

## Baubeschreibung
Die neugotische Wandpfeilerkirche aus rotem Backstein hat ein vierjochiges Langhaus, einen eingezogenen Chor mit Fünfachtelschluss und einen vorgestellten Westturm. Langhaus und Chor sind mit Kreuzrippengewölben ausgestattet.

## Ausstattung
Der zylindrische Taufstein stammt aus dem 16. Jahrhundert. Die lebensgroßen spätbarocken hölzernen Figuren der Apostel Petrus und Paulus wurden um 1770 von dem münsterschen Hofbildhauer Johann Heinrich König (1705–1784) geschaffen.